# Marco Prastaro
Marco Prastaro (ur. 8 grudnia 1962 w Pizie) – włoski duchowny rzymskokatolicki, od 2018 biskup Asti.

## Życiorys
Święcenia kapłańskie przyjął 22 maja 1988 i został inkardynowany do archidiecezji turyńskiej. Po kilku latach pracy w charakterze wikariusza został skierowany do pracy misyjnej w Kenii. W 2012 powrócił do kraju i objął funkcję dyrektora kurialnego wydziału ds. misji. W 2016 został wikariuszem biskupim dla miasta Turyn.
16 sierpnia 2018 papież Franciszek mianował go biskupem diecezji Asti. Sakrę otrzymał 21 października 2018 z rąk metropolity Turynu - arcybiskupa Cesare Nosiglia.